# Microspirobolus aequatorialis
Microspirobolus aequatorialis är en mångfotingart som beskrevs av Carl 1909. Microspirobolus aequatorialis ingår i släktet Microspirobolus och familjen slitsdubbelfotingar. Inga underarter finns listade i Catalogue of Life.